# Protosiren
Protosiren − wymarły wczesny przedstawiciel ssaków z rzędu brzegowców. Zalicza się go do rodziny Protosirenidae, z której najprawdopodobniej we wczesnym lub środkowym eocenie wyewoluowały diugoniowate.

## Występowanie
Sam żył właśnie w środkowym eocenie (piętra lutet i barton). Skamieniałości odnajdywano w różnych miejscach świata, jak USA (Karolina Północna), Egipt, Francja, Węgry, Indie czy Pakistan.

## Pożywienie i tryb życia
Protosiren prawdopodobnie żywił się trawą morską i roślinami rosnącymi w świeżej wodzie. Podobnie czynią dzisiejsze manaty. W przeciwieństwie do nich posiadał tylne kończyny zredukowane, ale w miarę dobrze rozwinięte. Zwierzę było jednak zmuszone wieść wodny tryb życia, gdyż słabo wykształcone stawy krzyżowo-biodrowe nie uniosłyby na dłuższą metę ciężaru ciała tego ssaka na lądzie.

## Gatunki
- P. eothene
Zalmout et. al, 2003
- P. fraasi (gatunek typowy)
Abel, 1904
- P. minima
(Demarest, 1822)
- P. sattaensis
Gingerich et. al, 1995
- p. smithae
Domning and Gingerich, 1994